# Tibelloides juatuba
Espèce
Tibelloides juatuba est une espèce d'araignées aranéomorphes de la famille des Philodromidae.

## Distribution
Cette espèce se rencontre au Brésil dans les États du Minas Gerais, du Piauí, du Pará, du Rondônia, de Goiás et du Paraná et au Paraguay,.

## Description
Le mâle holotype mesure 7,78 mm et la femelle paratype 10,74 mm, les mâles mesurent de 5,30 à 7,78 mm et les femelles de 6,18 à 10,74 mm.

## Systématique et taxinomie
Cette espèce a été décrite par do Prado, Pantoja et Baptista en 2024.

## Étymologie
Son nom d'espèce lui a été donné en référence au lieu de sa découverte, Juatuba.

## Publication originale
- do Prado, Pantoja & Baptista, 2024 : « Two new and unusual species of Tibelloides Mello-Leitão, 1939 (Araneae: Philodromidae). » Zootaxa, no 5497(4), p. 559-576.